# Аніта Гінріксдоттір
Аніта Гінріксдоттір (ісл. Aníta Hinriksdóttir; нар. 13 січня 1996, Рейк'явік, Ісландія) — ісландська легкоатлетка, яка спеціалізується на бігу на 800 метрів. Бронзова призерка чемпіонату Європи у приміщенні 2017 року. Чемпіонка Європи серед юніорів (2013). Чемпіонка світу 2013 року серед дівчат. Багаторазова чемпіонка Ісландії.

## Біографія
Народилася та виросла у столиці Ісландії, Рейк'явіку. Батьки Аніти також були бігунами, а її тітка Марта Ернстдоттір встановила кілька національних рекордів на дистанціях від 5000 метрів до марафону (не побиті досі), у 2000 році брала участь у марафоні на Олімпійських іграх у Сіднеї, де зайняла 45-е місце.
Аніта почала займатися легкою атлетикою у 10 років у клубі IR. Спочатку вона тренувалася з однолітками й активно пробувала свої сили у різних легкоатлетичних дисциплінах. Так, їй доводилося брати участь у стрибках у довжину та висоту, «гладкому» та бар'єрному спринті, метаннях. Однак до 14 років, коли вона перейшла до нового наставника, Гуннара Паудля Йоакімсона, стало очевидно, що найбільших успіхів їй вдасться досягти у бігу на 800 метрів. Аніта стрімко прогресувала, і вже у січні 2012 року, за кілька днів після свого 16-річчя, встановила свій перший дорослий рекорд Ісландії — 2.05,96, що було майже на 4 секунди швидше за попереднє досягнення. Через пів року вона взяла участь у чемпіонаті світу серед юніорів. Попри те, що більшість учасниць була старша за неї на 2-3 роки, їй вдалося вийти у фінал і зайняти там високе четверте місце. У попередньому забігу та півфіналі чемпіонату вона оновила свій же літній рекорд країни.
2013 рік для Аніти став по-справжньому тріумфальним. Взимку вона вийшла до півфіналу чемпіонату Європи у приміщенні, а влітку виграла всі головні старти у яких брала участь. Три золота виграли на Іграх малих держав Європи (400 метрів, 800 метрів, естафета 4×400 метрів), до них додалися успіхи та на юнацьких стартах. Аніта стала найкращою на чемпіонаті світу серед дівчат до 18 років, а потім виграла континентальну першість серед юніорів на своїй коронній дистанції 800 метрів. При цьому золота медаль на юнацькому чемпіонаті світу стала першою в історії Ісландії на легкоатлетичних чемпіонатах під егідою ІААФ. За підсумками року Європейська легкоатлетична асоціація вручила юній ісландці приз «Нова зірка».
У 2014 році вона зробила другу спробу стати чемпіонкою світу серед юніорок. Після дуже швидкого першого кола, пройденого у фіналі за 56,33 секунди, Аніта не змогла зберегти темп і зійшла з дистанції за 90 метрів до фінішу. Виправляти помилки довелося вже на дорослому старті, але на чемпіонаті Європи в Цюриху їй не вдалося пройти далі за півфінал.
Взимку 2015 року Аніта встановила рекорд Європи серед юніорів на дистанції 800 метрів у приміщенні — 2.01,56. Цей результат був показаний у півфіналі чемпіонату Європи та дозволив їй пробитися у вирішальний забіг. У компанії найсильніших бігунок Старого Світу вона фінішувала на четвертому місці із результатом 2.02,74.
У 2016 році брала участь у фіналах чемпіонату світу в приміщенні та чемпіонату Європи, але не змогла взяти участь у боротьбі за медалі. На Олімпійських іграх у Ріо-де-Жанейро у бігу на 800 метрів встановила новий національний рекорд у попередньому забігу (2.00,14), але його виявилося замало для потрапляння до півфіналу.
Першу медаль великих дорослих змагань виборола у 2017 році, коли стала бронзовим призером чемпіонату Європи у приміщенні.

## Основні результати
| Рік  | Турнір                         | Місце проведення           | Дисципліна       | Місце       | Результат  |
| ---- | ------------------------------ | -------------------------- | ---------------- | ----------- | ---------- |
| 2012 | Чемпіонат світу серед юніорів  | Барселона, Іспанія         | 800 м            | 4-е         | 2.03,23    |
| 2013 | Чемпіонат Європи в приміщенні  | Гетеборг, Швеція           | 800 м            | 11-е (1/2)  | 2.04,72    |
| 2013 | Ігри малих держав Європи       | Люксембург, Люксембург     | 400 м            | 1-е         | 54,29      |
| 2013 | Ігри малих держав Європи       | Люксембург, Люксембург     | 800 м            | 1-е         | 2.04,60    |
| 2013 | Ігри малих держав Європи       | Люксембург, Люксембург     | естафета 4×400 м | 1-е         | 3.40,97    |
| 2013 | Чемпіонат світу серед юнаків   | Донецьк, Україна           | 800 м            | 1-е         | 2.01,13    |
| 2013 | Чемпіонат Європи серед юніорів | Рієті, Італія              | 800 м            | 1-е         | 2.01,14    |
| 2014 | Чемпіонат світу в приміщенні   | Сопот, Польща              | 800 м            | — (заб.)    | DSQ        |
| 2014 | Чемпіонат світу юніорів        | Юджин, США                 | 800 м            | —           | DNF        |
| 2014 | Чемпіонат Європи               | Цюрих, Швейцарія           | 800 м            | 11-е (1/2)  | 2.02,45    |
| 2015 | Чемпіонат Європи в приміщенні  | Прага, Чехія               | 800 м            | 4-е         | 2.02,74    |
| 2015 | Ігри маленьких держав Європи   | Рейк'явік, Ісландія        | 800 м            | 2-е         | 2.09,10    |
| 2015 | Ігри маленьких держав Європи   | Рейк'явік, Ісландія        | 1500 м           | 1-е         | 4.26,37    |
| 2015 | Ігри маленьких держав Європи   | Рейк'явік, Ісландія        | естафета 4×400 м | 1-е         | 3.44,31    |
| 2015 | Чемпіонат Європи серед юніорів | Ескільстуна, Швеція        | 800 м            | 3-е         | 2.05,04    |
| 2015 | Чемпіонат світу                | Пекін, Китай               | 800 м            | 20-е (заб.) | 2.01,01    |
| 2016 | Чемпіонат світу в приміщенні   | Портленд, США              | 800 м            | 5-е         | 2.02,58    |
| 2016 | Чемпіонат Європи               | Амстердам, Нідерланди      | 800 м            | 8-е         | 2.02,55    |
| 2016 | Олімпійські ігри               | Ріо-де-Жанейро, Бразилія   | 800 м            | 20-е (заб.) | 2.00,14    |
| 2017 | Чемпіонат Європи в приміщенні  | Белград, Сербія            | 800 м            | 3-е         | 2.01,25    |
| 2017 | Чемпіонат Європи серед молоді  | Бидгощ, Польща             | 800 м            | 2-е         | 2.05,02    |
| 2017 | Чемпіонат світу                | Лондон, Велика Британія    | 800 м            | 37-е (заб.) | 2.03,45    |
| 2018 | Чемпіонат світу в приміщенні   | Бірмінгем, Велика Британія | 1500 м           | 23-е (заб.) | 4.15,73    |
| 2019 | Ігри маленьких держав Європи   | Бар, Чорногорія            | 1500 м           | 2-е         | 4.22,34    |
| 2019 | Командний чемпіонат Європи     | Скоп'є, Північна Македонія | 800 м            | 2-е         | 2.06,16 SB |
| 2019 | Командний чемпіонат Європи     | Скоп'є, Північна Македонія | 1500 м           | 2-е         | 4.36,33    |